# Garrard County
Garrard County is een county in de Amerikaanse staat Kentucky.
De county heeft een landoppervlakte van 599 km² en telt 14.792 inwoners (volkstelling 2000). De hoofdplaats is Lancaster.

## Bevolkingsontwikkeling

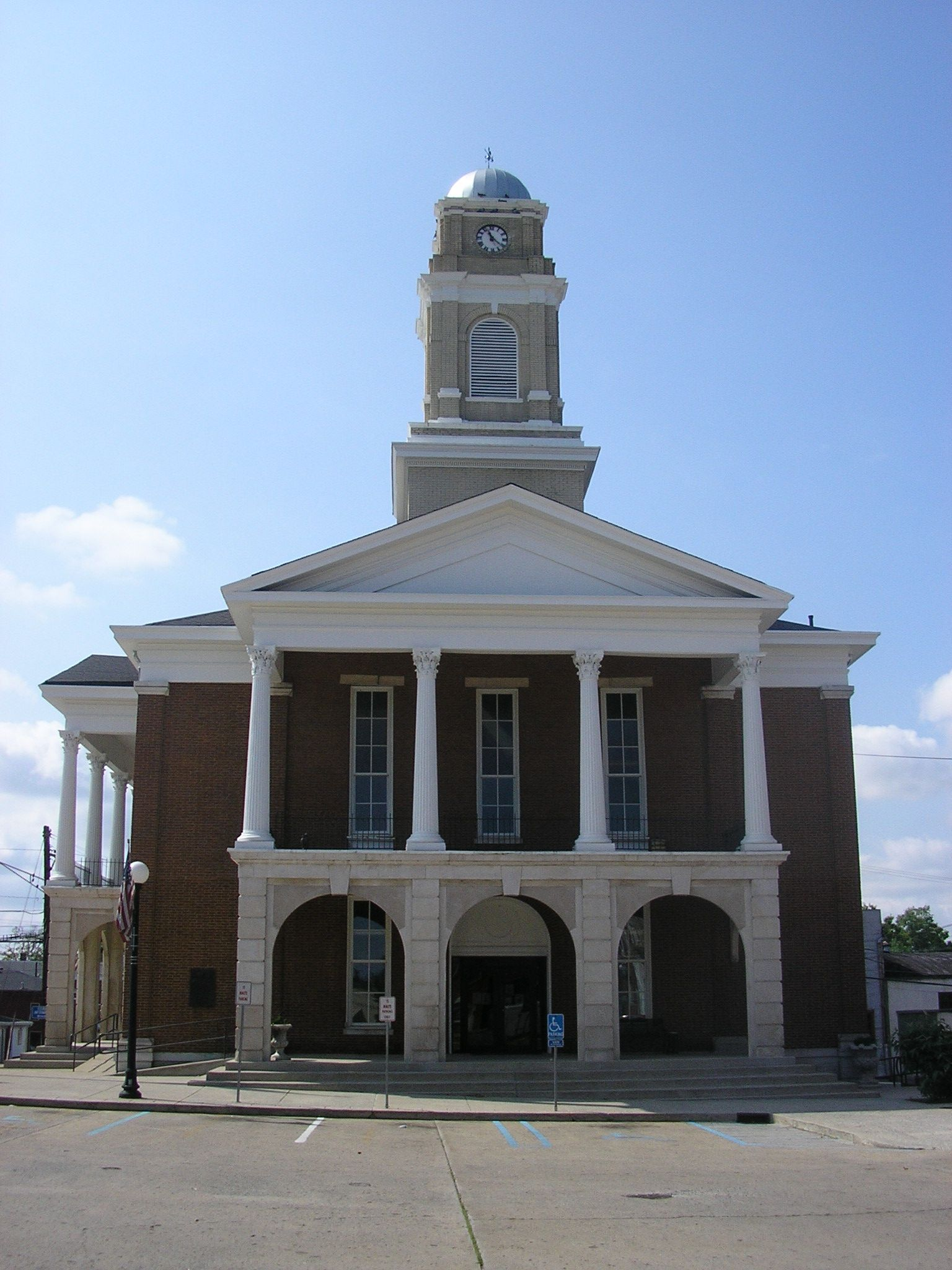
Garrard County Courthouse